# Huaja
Huaja o Guaja es un paraje del Departamento General Juan Facundo Quiroga de la provincia de La Rioja, Argentina.
Existen controversias acerca de la pertenencia de este lugar, ubicado en el límite norte del departamento. Algunas publicaciones indican que pertenece al vecino departamento General Ángel V. Peñaloza.

## Características generales
Se ubica a unos 20 km al norte de la localidad de Malanzán cabecera del departamento, sobre el lateral de la ruta provincial N° 29, aproximadamente en la ubicación 30°41′15″S 66°40′55″O / -30.68750, -66.68194.
El nombre "Guaja" o "Huaja" deriva de la expresión quechua que significa "roca o peña del nacimiento" en referencia a las vertientes de agua que surgen de entre las rocas.
En el último censo de población efectuado en el año 2010, la población se tipificó como "rural dispersa".

## Historia
Hacia fines del siglo XIX, Huaja era uno de los cinco distritos en los que se dividía administrativamente el departamento Juan Facundo Quiroga, en ese tiempo llamado Bernardino Rivadavia.
En cercanías del paraje Guanzo se conservan restos de la vivienda del coronel Ricardo Vera, consistentes en los basamentos de piedra que formaban las estructuras sobre las que se construían los muros de adobe.
Según diversas fuentes, Huaja fue el lugar de nacimiento del caudillo Ángel Vicente Peñaloza. Algunas versiones indican que a la vera de la ruta provincial N° 29 se encuentra parte de lo que fue la casa original perteneciente a los padres del caudillo mientras que otras fuentes indican que se trataría de una réplica o reconstrucción de esa vivienda.

Sin embargo, documentación presentada recientemente parece indicar que el paraje fue adquirido por Peñaloza durante los últimos años de su vida, y en él se construyeron viviendas, corrales y otros recintos para la instalación de su familia y las de sus seguidores.